# 陳道潛 (明朝)

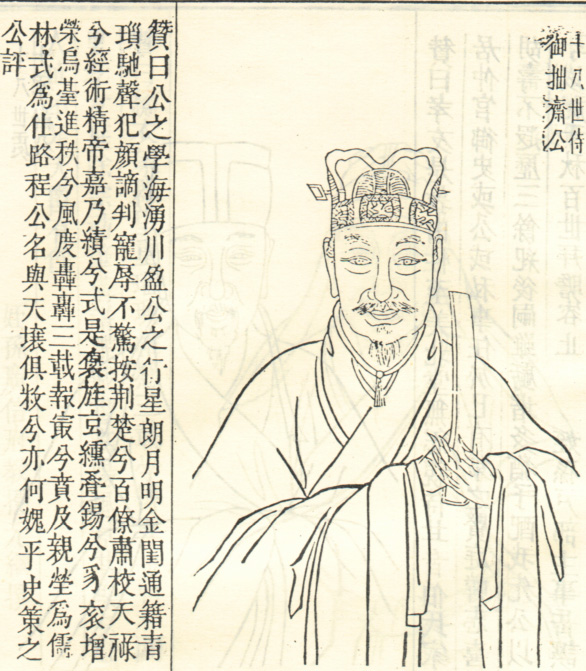
清代修《福建莆田陳氏宗譜》之陳道潛像

陈道潜（1364年—1433年），名复，字孔昭，号拙斋，福建莆田人。明朝政治人物、進士出身。

## 生平
建文元年（1399年）己卯科福建鄉試第十一名舉人。建文二年（1400年），会试第六十二名，登進士，历仕礼科给事中，广东道监察御史、巡按湖广，召还与修《四书五经性理大全》等书。後人集其詩文，彙整為《淇園編》四卷傳世。

## 家族
莆田浮山陈氏後裔。有兄長一人，名謙，字道亨，號遯齋。